# Іванівка (Соколівська сільська громада)
Іва́нівка — село в Україні, у Соколівській сільській громаді Кропивницького району Кіровоградської області. Населення становить ▬370 осіб.
Через село протікає річка Коноплянка.

## Населення
Згідно з переписом УРСР 1989 року чисельність наявного населення села становила 348 осіб, з яких 164 чоловіки та 184 жінки.
За переписом населення України 2001 року в селі мешкало 400 осіб.

### Мова
Розподіл населення за рідною мовою за даними перепису 2001 року:
| Мова       | Відсоток |
| ---------- | -------- |
| українська | 96,46 %  |
| російська  | 3,28 %   |
| інші       | 0,26 %   |